# آ آناپورا
آ آناپورا (به انگلیسی: A. Annapura) یک منطقهٔ مسکونی در هند است که در کارناتاکا واقع شده‌است.